# Gor Agbaljan
Gor Agbaljan (Armeens: Գոռ Աղբալյան) (Talış (Nagorno-Karabach), 25 april 1997) is een Armeens voetballer die als middenvelder speelt. Hij bezit ook de Nederlandse nationaliteit.

## Carrière
Gor Agbaljan speelde in de jeugd van Flevo Boys en SC Heerenveen, waar hij in de zomer van 2016 vertrok om voor Heracles Almelo te spelen. Hier maakte hij zijn debuut in de Eredivisie op 24 september 2016, in de met 0-0 gelijkgespeelde uitwedstrijd tegen FC Groningen. Hij kwam in de 86e minuut in het veld voor Thomas Bruns. Op 25 november 2016 raakte hij op een training geblesseerd aan zijn achillespees, waardoor hij de rest van het seizoen uitgeschakeld was. Nadat zijn contract medio 2018 afliep, trainde hij bij Go Ahead Eagles waar hij op 31 augustus een eenjarig contract tekende. Hij speelde vier wedstrijden voor Go Ahead voor zijn contract afliep. Hij trainde in december 2019 mee met HHC Hardenberg, maar vond pas in 2022 een nieuwe club: VV Staphorst.

### Statistieken
| Seizoen                        | Club            | Land           | Competitie         | Competitie | Competitie | Beker | Beker | Overig | Overig | Totaal | Totaal |
| Seizoen                        | Club            | Land           | Competitie         | Wed.       | Dlp.       | Wed.  | Dlp.  | Wed.   | Dlp.   | Wed.   | Dlp.   |
| ------------------------------ | --------------- | -------------- | ------------------ | ---------- | ---------- | ----- | ----- | ------ | ------ | ------ | ------ |
| 2016/17                        | Heracles Almelo | Nederland      | Eredivisie         | 1          | 0          | 0     | 0     | 0      | 0      | 1      | 0      |
| 2017/18                        | Heracles Almelo | Nederland      | Eredivisie         | 0          | 0          | 1     | 0     | –      | –      | 1      | 0      |
| 2018/19                        | Go Ahead Eagles | Nederland      | Eerste divisie     | 3          | 0          | 1     | 0     | 0      | 0      | 4      | 0      |
| 2022/23                        | VV Staphorst    | Nederland      | Derde divisie zat. | 4          | 0          | 0     | 0     | –      | –      | 4      | 0      |
| Carrièretotaal                 | Carrièretotaal  | Carrièretotaal | Carrièretotaal     | 8          | 0          | 2     | 0     | 0      | 0      | 10     | 0      |
| Bijgewerkt op 19 februari 2023 |                 |                |                    |            |            |       |       |        |        |        |        |